# Maria Belli-Gontard
Maria Belli-Gontard (* 20. April 1788 in Frankfurt am Main, als Maria Gontard; † 1. Februar 1883 in Frankfurt am Main) war eine deutsche Schriftstellerin, Übersetzerin und Historiographin. Bekannt wurde sie auch als Sammlerin unter anderem von Anzeigen der „Frag- und Anzeigungs-Nachrichten“ (Frankfurter Intelligenzblatt) sowie von Artikeln der ersten Zeitungen der Welt.

## Leben
Sie wurde als eines von fünf Geschwistern im Bankiershaus der Familie Gontard geboren. Ihr Vater war der Frankfurter Bankier Franz Gontard (1759–1829), ihre Mutter Barbara Friederike Gontard geborene Wichelhausen (1765–1835). Ihren Taufnamen Marie änderte sie 1810 nach der Heirat mit dem Katholiken Johann Peter Belli (1782–1859) in Maria, die katholische Form des Namens, um. Gelegentlich wurde sie auch Mimi oder Miche genannt. Die Familie Gontard, eine Hugenotten-Familie, war 1685 im Zuge der Aufhebung des Edikt von Nantes  aus Frankreich in verschiedene Städte Deutschlands ausgewandert. In Frankfurt am Main gelangte die Familie zu hohem Wohlstand.
Die schulische Bildung Marias erfolgte durch Privatlehrer und Haushofmeister. Zwischen 1796 und 1798 konnte sie einige Male im Weißen Hirsch, dem Haus ihrer Tante Susette Gontard, am Privatunterricht von Friedrich Hölderlin, dem Hauslehrer von Susettes Sohn Henry teilnehmen. Als vielseitige Frau und aufgrund ihres Elternhauses der Sorge um das tägliche Leben enthoben, beobachtete sie die kulturellen Bestrebungen ihrer Vaterstadt und betätigte sich als Sammlerin von Anzeigen und Zeitungsartikeln in diesem Bereich. Auch als Autographensammlerin war sie erfolgreich.
In jungen Jahren von schwächlicher körperlicher Verfassung, brachten ihr die deswegen unternommenen Reisen und Kuraufenthalte kaum Erleichterung. Erst ihre nach ihrer Reise nach Konstantinopel 1845 begonnene schriftstellerische Tätigkeit wirkte sich auf ihren Gesundheitszustand positiv aus. Sie gewann geistige und seelische Kräfte, so dass sie das ungewöhnlich hohe Alter von beinahe 95 Jahren erreichte. Ihrer Geburtsstadt Frankfurt am Main blieb sie zeitlebens verbunden. Sie ging häufig auf Reisen und schrak auch vor größeren Entfernungen nicht zurück. Ihre letzte und weiteste Reise nach Konstantinopel unternahm sie ohne ihren Mann, nur von einem Bedienten begleitet.
Marias Jugendliebe war Karl von Türckheim, der Sohn von Lili Schönemann (Goethes Lili). 1810 heiratete Maria Belli-Gontard jedoch Johann Peter Belli, der als Katholik bei den Eltern nicht allzu willkommen war. Eine Interkonfessionelle Ehe zwischen Protestanten und Katholiken war wegen der unterschiedlichen Glaubensansichten kaum möglich. Damit die hochangesehenen Gontards nicht ihr öffentliches Ansehen verloren, wurde die Ehe unter dem Deckmantel der Silberhochzeit von Marias Eltern geschlossen.
Am 12. November 1810 brachte Maria Belli-Gontard einen gesunden Jungen zur Welt, und ein Jahr später, am 27. November 1811, wurde ihr zweiter Sohn Georg Friedrich Bernhard geboren. Ihr Ältester erlag im Jahre 1819 dem Keuchhusten.
Ende Mai 1842 organisierte der Literaturkritiker Karl Ferdinand Gutzkow bei Belli-Gontard ein Lesekränzchen, unter anderem unter Beteiligung von Henriette Herz, Niccolò Paganini oder Johann Nepomuk Hummel, über dessen Inhalt ansonsten nichts bekannt ist. Es währte einige Monate bis Ende Februar 1843.
Durch Handelsbeziehungen ihres Mannes konnte sie leicht Kontakte ins Ausland, beispielsweise nach England, Amsterdam und Konstantinopel knüpfen und mit Hilfe der dort lebenden Bankiers immer wieder Kreditbriefe aufnehmen. Dies waren gute Voraussetzungen für Kur- und Erholungsreisen, die sie meist ohne ihren Mann unternahm. Oft reiste sie mit ihrem Sohn Georg. Die letzte Reise, die sie mit ihm unternahm, fiel in das Jahr 1846 und führte sie nach Paris. Nachdem ihr Mann am 5. Oktober 1859 verstorben war, war an eine Reise nicht mehr zu denken, weil sie durch die nun fehlenden Kontakte nicht mehr ausreichend abgesichert war.
Maria Belli-Gontard starb im Alter von 94 Jahren und fand ihre letzte Ruhestätte in der Gruftenhalle auf dem Frankfurter Hauptfriedhof.

## Werke
- Leben in Frankfurt am Main, 1850/51, Anzeigensammlung
- Christian August Leißring. Ein Lebensbild, 1853, Biographie
- Frau Rath, um 1855, Fragment
- Kurze Berichtigung einiger Irrthümer in Heribert Rau's culturhistorisch-biographischem Roman: "Hölderlin", 8. Mai 1862
- Unbetitelter Aufsatz über die Durchreise Napoleons durch Frankfurt am Main am 1. November 1813, 16. Dezember 1865
- Briefwechsel zwischen dem Künstler und Schauspieler Moritz Rott und einer Dame, 1867
- Vor mehr als hundert Jahren. Merkwürdige und interessante Abdrücke aus den in ganz Deutschland erschienenen Zeitungen. Geordnet von Maria Belli-Gontard, 1870
- Goethe und Fräulein Philippine Lade, 22. Juli 1870
- Die Rache des Buckligen. Nach einer wirklichen Begebenheit, um 1870, Novelle
- Lebens-Erinnerungen, 1872, Autobiographie
- Sammelsorium der alten Frankfurter und Sachsenhäuser Volkslieder, Geschichten und Redensarten, 1875
- Verzeichniß des darstellenden Personals am Frankfurter Stadttheater von Anfang dieses Jahrhunderts bis zur Eröffnung des Opernhauses mit Ausschluß der noch wirkenden Mitglieder. Zusammengestellt von M. Belli-Gontard, nach 1885
- Der Perlenschmuck. Nach einer wahren Begebenheit frei erzählt, 1879, Novelle
- Die Biographie eines berühmten Schauspielers und verschiedene Gedichte und Briefe
- Interessante Briefe verstorbener Personen, 1879
- Rezepte verschiedener Speisen, 1880
- Kleine selbst erdachte Gedichte und solche von anderen Personen, 1883